# Hlinka Gretzky Cup 2018
Der Hlinka Gretzky Cup 2018 war die 28. Austragung des Ivan Hlinka Memorial Tournament, einem Eishockeyturnier für Nachwuchs-Nationalmannschaften der Altersklasse U18. Es fand erstmals unter diesem Namen vom 6. bis zum 11. August 2018 in Edmonton und Red Deer der kanadischen Provinz Alberta statt. Rekordsieger Kanada gewann mit einem Finalsieg gegen Schweden seine 22. Goldmedaille. Die Bronzemedaille ging an die russische Auswahl.

## Modus
Die acht Teilnehmer wurden in zwei Gruppen mit je vier Mannschaften eingeteilt. In der Gruppenphase spielte jedes Team einmal gegen alle anderen Gruppenteilnehmer und absolvierte somit drei Spiele. Die jeweiligen Gruppenersten und -zweiten qualifizierten sich für das Halbfinale, das ebenso wie das Finale als K.-o.-Spiel ausgetragen wurde.

## Gruppenphase

### Gruppe A
| 6. August 2018 15:00 Uhr (Ortszeit) | Slowakei Adrián Valigura (0:43) Oliver Turan (34:32) | 2:4 (1:1, 1:1, 0:2) Spielbericht | Schweden Albin Grewe (9:53) Lucas Raymond (20:53) Karl Henriksson (41:56) Philip Broberg (45:27) | Rogers Place, Edmonton |

| 6. August 2018 19:00 Uhr | Schweiz | 0:10 (0:3, 0:5, 0:2) Spielbericht | Kanada Graeme Clarke (7:00) Ryan Suzuki (6:55) Jakob Pelletier (15:24) Dylan Cozens (24:07) Xavier Parent (29:51) Matthew Robertson (30:34) Maxence Guénette (31:52) Peyton Krebs (33:15) Kirby Dach (41:38) Peyton Krebs (58:35) | Rogers Place, Edmonton |

| 7. August 2018 15:00 Uhr | Schweiz | 0:5 (0:1, 0:0, 0:4) Spielbericht | Schweden Philip Broberg (16:39) Ludvig Hedström (42:13) Lucas Raymond (47:16) Victor Söderström (55:46) Lucas Raymond (56:12) | Rogers Place, Edmonton |

| 7. August 2018 19:00 Uhr | Slowakei Andrej Golian (45:33) Artur Turanský (49:32) | 2:4 (0:0, 0:2, 2:2) Spielbericht | Kanada Alexis Lafrenière (21:23) Dylan Holloway (36:51) Graeme Clarke (42:09) Josh Williams (52:12) | Rogers Place, Edmonton |

| 8. August 2018 15:00 Uhr | Schweiz Cédric Fiedler (21:20) Simon Knak (44:46) Simon Knak (52:16) | 3:5 (0:1, 1:1, 2:3) Spielbericht | Slowakei Dominik Jendek (12:47) Maxim Čajkovič (35:22) Michal Mrázik (52:50) Martin Chromiak (56:55) Michal Mrázik (59:15) | Rogers Place, Edmonton |

| 8. August 2018 19:00 Uhr | Schweden Lucas Raymond (13:37) Alexander Holtz (47:58) Elmer Söderblom (55:44) | 3:4 (1:1, 0:1, 2:2) Spielbericht | Kanada Josh Williams (15:34) Alexis Lafrenière (32:51) Matthew Robertson (53:09) Bowen Byram (57:34) | Rogers Place, Edmonton |

| Pl. |          | Sp | S | OTS | OTN | N | Tore  | Punkte |
| 1.  | Kanada   | 3  | 3 | 0   | 0   | 0 | 18:05 | 9      |
| 2.  | Schweden | 3  | 2 | 0   | 0   | 1 | 12:06 | 6      |
| 3.  | Slowakei | 3  | 1 | 0   | 0   | 2 | 09:11 | 3      |
| 4.  | Schweiz  | 3  | 0 | 0   | 0   | 3 | 03:20 | 0      |

Abkürzungen: Pl. = Platz, Sp = Spiele, S = Siege, OTS = Siege nach Verlängerung oder Penaltyschießen, OTN = Niederlagen nach Verlängerung oder Penaltyschießen, N = Niederlagen

Erläuterungen: Qualifikant für das Halbfinale

### Gruppe B
| 6. August 2018 15:00 Uhr (Ortszeit) | Russland Nikita Waschtschenko (13:05) Arseni Grizjuk (20:07) Danil Guschtschin (22:52) Wassili Podkolsin (28:20) Ilja Mironow (30:21) Arseni Grizjuk (40:53) Oleg Saizew (54:10) | 7:2 (1:1, 4:0, 2:1) Spielbericht | Finnland Patrik Puistola (0:53) Aarne Intonen (51:17) | Servus Arena, Red Deer |

| 6. August 2018 19:00 Uhr | Tschechien | 0:6 (0:1, 0:3, 0:2) Spielbericht | Vereinigte Staaten Robert Mastrosimone (9:04) Robert Mastrosimone (31:19) Jackson Jutting (33:24) Aaron Huglen (35:41) Grant Silianoff (42:37) Luke Toporowski (58:22) | Servus Arena, Red Deer |

| 7. August 2018 15:00 Uhr | Tschechien | 0:3 (0:2, 0:0, 0:1) Spielbericht | Russland Jegor Tschinachow (10:47) Jaroslaw Lichatschow (18:39) Wassili Podkolsin (51:53) | Servus Arena, Red Deer |

| 7. August 2018 19:00 Uhr | Finnland Aku Räty (18:36) Anton Lundell (24:59) | 2:6 (1:2, 1:1, 0:3) Spielbericht | Vereinigte Staaten Luke Toporowski (9:53) Sam Colangelo (18:17) Arthur Kaliyev (21:30) John Farinacci (45:13) Jackson Jutting (45:30) Luke Toporowski (57:29) | Servus Arena, Red Deer |

| 8. August 2018 15:00 Uhr | Tschechien Martin Haš (6:09) Martin Beránek (33:00) Radek Mužík (49:48) Michal Teplý (61:09) | 4:3 n. V. (1:1, 1:0, 1:2, 1:0) Spielbericht | Finnland Veeti Miettinen (19:02) Mikko Kokkonen (47:43) Juuso Pärssinen (50:54) | Servus Arena, Red Deer |

| 8. August 2018 19:00 Uhr | Vereinigte Staaten Robert Mastrosimone (22:08) Arthur Kaliyev (23:16) Sam Colangelo (28:33) | 3:8 (0:3, 3:1, 0:4) Spielbericht | Russland Danil Guschtschin (12:18) Jaroslaw Lichatschow (16:45) Ilja Mironow (18:26) Wassili Podkolsin (37:33) Danil Guschtschin (41:38) Michail Abramow (48:54) Wassili Podkolsin (51:32) Roman Bytschkow (59:15) | Servus Arena, Red Deer |

| Pl. |                    | Sp | S | OTS | OTN | N | Tore  | Punkte |
| 1.  | Russland           | 3  | 3 | 0   | 0   | 0 | 18:05 | 9      |
| 2.  | Vereinigte Staaten | 3  | 2 | 0   | 0   | 1 | 15:10 | 6      |
| 3.  | Tschechien         | 3  | 0 | 1   | 0   | 2 | 04:12 | 2      |
| 4.  | Finnland           | 3  | 0 | 0   | 1   | 2 | 07:17 | 1      |

Abkürzungen: Pl. = Platz, Sp = Spiele, S = Siege, OTS = Siege nach Verlängerung oder Penaltyschießen, OTN = Niederlagen nach Verlängerung oder Penaltyschießen, N = Niederlagen

Erläuterungen: Qualifikant für das Halbfinale

## Platzierungsspiele

### Spiel um Platz 7
| 10. August 2018 12:00 Uhr (Ortszeit) | Schweiz Johan Andersson (5:19) Yves Stoffel (35:54) | 2:8 (1:5, 1:3, 0:0) Spielbericht | Finnland Mikko Kokkonen (7:06) Henri Nikkanen (12:58) Patrik Puistola (13:19) Henri Nikkanen (15:50) Patrik Puistola (18:47) Veeti Miettinen (29:06) Patrik Puistola (30:49) Aku Räty (38:04) | Downtown Community Arena, Edmonton |

### Spiel um Platz 5
| 10. August 2018 16:00 Uhr (Ortszeit) | Slowakei Michal Mrázik (1:37) Maxim Čajkovič (26:26) Martin Chromiak (46:42) | 3:8 (1:1, 1:3, 1:4) Spielbericht | Tschechien Marcel Barinka (0:56) Filip Přikryl (21:19) Jonáš Peterek (34:06) Adam Najman (37:20) Marcel Barinka (43:11) Adam Najman (47:27) Marcel Barinka (48:46) Martin Lang (51:51) | Downtown Community Arena, Edmonton |

## Finalrunde
|  | Halbfinale | Halbfinale         | Halbfinale |  |  | Finale | Finale   | Finale |
|  |            |                    |            |  |  |        |          |        |
|  |            |                    |            |  |  |        |          |        |
|  | A1         | Kanada             | 6          |  |  |        |          |        |
|  | B2         | Vereinigte Staaten | 5          |  |  |        |          |        |
|  |            |                    |            |  |  | A1     | Kanada   | 6      |
|  |            |                    |            |  |  | A2     | Schweden | 2      |
|  | B1         | Russland           | 1          |  |  |        |          |        |
|  | A2         | Schweden           | 2          |  |  |        |          |        |
|  |            |                    |            |  |  |        |          |        |

### Halbfinale
| 10. August 2018 15:00 Uhr (Ortszeit) | Russland Wassili Podkolsin (58:06) | 1:2 (0:0, 0:0, 1:2) Spielbericht | Schweden Philip Broberg (45:16) Karl Henriksson (59:16) | Rogers Place, Edmonton |

| 10. August 2018 19:00 Uhr | Vereinigte Staaten Nicholas Robertson (3:20) Aaron Huglen (5:48) Nicholas Robertson (14:33) Nicholas Robertson (51:58) Luke Toporowski (53:33) | 5:6 n. V. (3:2, 0:1, 2:0, 0:1) Spielbericht | Kanada Alexis Lafrenière (4:39) Jamieson Rees (8:10) Xavier Parent (28:34) Josh Williams (43:31) Dylan Cozens (59:59) Josh Williams (61:44) | Rogers Place, Edmonton |

### Spiel um Platz 3
| 11. August 2018 15:00 Uhr (Ortszeit) | Vereinigte Staaten John Farinacci (43:27) Arthur Kaliyev (53:53) Nicholas Robertson (57:28) Josh Nodler (59:42) | 4:5 (0:0, 0:2, 4:3) Spielbericht | Russland Jaroslaw Lichatschow (25:39) Wassili Podkolsin (26:21) Wassili Podkolsin (45:44) Wassili Podkolsin (54:15) Ilja Nikolajew (58:22) | Rogers Place, Edmonton |

### Finale
| 11. August 2018 19:00 Uhr (Ortszeit) | Schweden Lucas Raymond (0:42) Alexander Holtz (11:33) | 2:6 (2:3, 0:1, 0:2) Spielbericht | Kanada Sasha Mutala (12:14) Kirby Dach (14:35) Alexis Lafrenière (17:54) Sasha Mutala (32:12) Josh Williams (45:00) Alexis Lafrenière (53:54) | Rogers Place, Edmonton |

### Sieger – Kanada
| Sieger des Hlinka Gretzky Cup 2018 Kanada | Torhüter: Taylor Gauthier, Nolan Maier Verteidiger: Justin Barron, Bowen Byram, Maxence Guénette, Kaedan Korczak, Matthew Robertson, Braden Schneider, Michael Vukojevic Angreifer: Graeme Clarke, Dylan Cozens, Kirby Dach, Dylan Holloway, Peyton Krebs, Alexis Lafrenière (C), Sasha Mutala, Xavier Parent, Jakob Pelletier, Samuel Poulin, Jamieson Rees, Ryan Suzuki, Josh Williams Trainer: André Tourigny |

## Beste Scorer
Abkürzungen: Sp = Spiele, T = Tore, V = Vorlagen, Pkt = Punkte, SM = Strafminuten; Fett: Bestwert
| Spieler              | Team               | Sp | T | V | Pkt | SM |
| -------------------- | ------------------ | -- | - | - | --- | -- |
| Wassili Podkolsin    | Russland           | 5  | 8 | 3 | 11  | 0  |
| Alexis Lafrenière    | Kanada             | 5  | 5 | 6 | 11  | 2  |
| Ryan Suzuki          | Kanada             | 5  | 1 | 7 | 8   | 4  |
| Lucas Raymond        | Schweden           | 5  | 5 | 2 | 7   | 2  |
| Jaroslaw Lichatschow | Russland           | 5  | 3 | 4 | 7   | 4  |
| Kirby Dach           | Kanada             | 5  | 2 | 5 | 7   | 0  |
| Alexander Holtz      | Schweden           | 5  | 2 | 5 | 7   | 0  |
| Michail Abramow      | Russland           | 5  | 1 | 6 | 7   | 2  |
| Josh Nodler          | Vereinigte Staaten | 5  | 1 | 6 | 7   | 2  |
| Ilja Nikolajew       | Russland           | 5  | 1 | 6 | 7   | 6  |
| Kasper Simontaival   | Finnland           | 4  | 0 | 7 | 7   | 0  |

## Beste Torhüter
Die kombinierte Tabelle zeigt die jeweils drei besten Torhüter in den Kategorien Gegentorschnitt und Fangquote.
Abkürzungen: Sp = Spiele, Min = Eiszeit (in Minuten), S = Siege, N = Niederlagen, GT = Gegentore, SO = Shutouts, Sv% = gehaltene Schüsse (in %), GTS = Gegentorschnitt; Fett: Bestwert
Es werden nur Torhüter erfasst, die mindestens 60 Minuten absolviert haben. Sortiert nach bestem Gegentorschnitt.
| Spieler           | Team     | Sp | Min | S | N | GT | SO | Sv%  | GTS  |
| ----------------- | -------- | -- | --- | - | - | -- | -- | ---- | ---- |
| Taylor Gauthier   | Kanada   | 2  | 108 | 2 | 0 | 2  | 0  | 94,3 | 1,11 |
| Wladimir Sartakow | Russland | 1  | 60  | 1 | 0 | 2  | 0  | 92,3 | 2,00 |
| Jaroslaw Askarow  | Russland | 5  | 299 | 4 | 1 | 11 | 1  | 92,1 | 2,21 |
| Hugo Alnefelt     | Schweden | 3  | 180 | 2 | 1 | 7  | 1  | 92,2 | 2,33 |

## Abschlussplatzierungen
| Pl. | Team               |
| --- | ------------------ |
| 1   | Kanada             |
| 2   | Schweden           |
| 3   | Russland           |
| 4   | Vereinigte Staaten |
| 5   | Tschechien         |
| 6   | Slowakei           |
| 7   | Finnland           |
| 8   | Schweiz            |